# 張東君
張東君（1964年10月25日—），本名張瓊文，外號「青蛙巫婆」，台灣動物學家，科學普及作家。以著作與翻譯大量動物學科學普及著作聞名。

## 經歷
張東君是台灣魚類學家張崑雄的女兒，於國立臺灣大學動物學系獲得學、碩士學位後，前往日本進入京都大學理學研究科動物學博士班，但修畢博士課程後並未完成論文即返回台灣。曾擔任公共電視節目《奇妙的動物》主持人、《牛頓》雜誌社駐日翻譯等職務，現擔任財團法人臺北市立動物保育教育基金會秘書組組長、閒暇從事寫作、筆譯、口譯等。

## 著作風格
張東君著有大量動物學科學普及書籍，並且以風格幽默而聞名。

## 主要著作
- 《青蛙巫婆：動物魔法廚房》，張東君，遠流，2007年6月29日，ISBN 9789573261001
- 《爸爸是海洋魚類生態學家》，張東君著、陳維霖繪，小魯文化，2013年11月1日，ISBN 9789862113950
- 《巫婆上菜：動物行為學的另類觀察》，張東君，中信出版社，2014年5月1日，ISBN 9787508645735
- 《屎來糞多學院》，幼獅，2015.5.1。
- 《動物數隻數隻－另類爆笑的動物行為觀察筆記》（2版），2014.11.1
- 《大象林旺是怎麼到動物園？：一趟2000公里的長征》，2014.10.1，小典藏
- 《怎麼會這麼萌：動物寶寶寫真書》，2014.9.4，貓頭鷹
- 《是誰把驢子變斑馬－加薩動物園的故事》，2013.12.3，天下
- 《第一次調查貓頭鷹就上手=增訂版》，林務局，2013.6.1
- 《象什麼》，2008.7，天下雜誌
- 《動物勉強學堂》，2001.5，皇冠出版社

## 外部連結
- 張東君個人Blog （页面存档备份，存于）